# Море кризе
Море кризе (Mare Crisium) је базалтна површина на Месецу североисточно од мора спокојства. Иако у овом мору заправо нема воде, користи се термин море који означава затамњену површину. Сматра се да је кратер настао пре 4,5 милијарди година. Пречника је 555 километара и углавном му је површина веома неравна. На југоисточном делу мора налази се купаста планина Promontorium Agarum. На западном делу налази се кратер Јеркес а источно од њега кратер Пикард.

## Име
Име море кризе дао је Ђовани Ричоли, чији је систем номенклатуре из 1651. постао стандардизован. У 17. веку море су звали Каспијско море јер је његова површина била слична површини Каспијском мору на Земљи. А 1600. године Вилијам Гилберт у својој мапи Месеца назвао је море Британија по својој земљи.

## Истраживања
Море кризе се голим оком може видети као мала тамна тачка на ивици Месеца. Оно је место неуспелог спуштања Луне 15 1969. године. Узорак прашине са мора кризе донет је на Земљу 22. августа 1976. од стране Совјетске мисије Луна 24.